# Daniel Hlaváč
Nadporučík Daniel Hlaváč (*31. prosince 1974, Ústí nad Orlicí) je český voják a amatérský fotograf.

## Život
Po vyučení mechanikem a vykonání základní vojenské služby v roce 1994, vstoupil v roce 1999 do armády a stal se vojákem z povolání. Od svého nástupu slouží u 43. výsadkového praporu. Jako její člen se zúčastnil několika vojenských misí v Bosně a Hercegovině, Kosovu a Afghánistánu. Soustřeďuje se na reportážní a dokumentaristickou fotografii. Fotografuje nejen při bojových akcích v zahraničních misích, ale i soukromý nebo volný čas vojáků.

## Tvorba
Jeho fotografie byly publikovány v knize Hrdost a odvaha „Tváře české armády", Svitavy – město v pohybu (r. 2006) nebo v časopisech Foto Life, PhotoArt, ve svitavských novinách, armádním tisku aj.
Z jeho fotografií vzniklo několik výstav např. v rámci Festivalu vojenského filmu v Českém Krumlově, v prostorách Velitelství NATO v Bruselu, ve Strahovském klášteře, v Milevsku, Znojmě atd.

## Ocenění
- 2005 – čestné uznání v Národní soutěži amatérské fotografie
- 2006 – 1. místo ve své kategorii v Národní soutěži amatérské fotografie (reportáž z druhé mise v Kosovu)
- 2007 – 3. místo v soutěži Czech Press Photo v kategorii Každodenní život
- 2008 – 1. místo ve své kategorii v Národní soutěži amatérské fotografie
- 2009 – 2. místo v soutěži Czech Press Photo v kategorii reportážní fotografie